# Reinhold Alfréd
Reinhold Alfréd (Alfred Reynolds) (Budapest, 1907. december 13. – London, 1993) magyar költő, angol író, esszéíró.

## Életrajza
Budapesten született, édesapja római katolikus, édesanyja zsidó vallású volt. Radnóti Miklós és Vas István költők ifjúkori barátja, iskoláit Budapesten, Bécsben és a lipcsei Egyetemen (1928–1931) végezte. 1931-ben megalapította a Haladás című irodalmi folyóiratot, amelyben Radnóti Miklós, Vas István és Rónai Mihály András verseit közölte. A rendőrség betiltotta a folyóiratot. Trockista pártot alapított, amelynek főtitkára és egyetlen tagja volt. 1934-ig a Magyar Kommunista Párt tagjaként tevékenykedett. 1936-ban a korabeli hatóságok kiutasították Magyarországról.
Londonban telepedett le. Belépett az angol hadsereg kötelékébe, 1944-től az Intelligence Corps tagja volt. Magas katonai rangokat töltött be, volt vezérkari tiszt. Aktívan részt vett a denazifikálásban. A háborút követően létrehozta a The Bridge ( A Híd ) elnevezésű szellemi csoportosulást, amelynek tagjai, Colin Wilson, Nicolas Walter (1934–2000), Bill Hopkins (1928), Stuart Holroyd (1933) a The Angry Young Men (A Dühös Ifjak) nevet viselő irodalmi irányzat tagjaiként iskolát teremtettek az 50-es évek angol nyelvű irodalmában.
A magyar költészet és magyar irodalomtörténet számára Bréda Ferenc fedezte föl újra Reinholdot 1980-ban, amikor a kolozsvári antikváriumban megtalálta a költő 1932-ben száz példányban kiadott verseskötetét. 1980-ban Bréda Ferenc, Szőcs Géza, Bretter Zoltán és Kis Géza a Bretter György Irodalmi Kör elődjeként működő kolozsvári Gaál Gábor Irodalmi Körön emlékezetes happening-estet rendeznek Reinhold Alfréd költői munkásságának a tiszteletére Kicsoda Ön, Reinhold Alfréd ?... címmel.
1987-ben a párizsi Notre Dame katedrális előtt találkozott első alkalommal Reinhold Alfréd Bréda Ferenccel. 1988-ban Reinhold újfent meglátogatta Brédát Párizsban. Bréda Ferenc és Szőcs Géza meghívására a nyolcvanöt éves költő 1993-ban, életében első ízben, Kolozsvárra látogatott, és nagy sikerű, ünnepi fölolvasó-estet (Kicsoda Ön, Reinhold Alfréd?...) tartott a kolozsvári Puck Bábszínház színpadán a romániai magyar irodalmi élet kiemelkedő eseményeként. Ebből az alkalomból a Román Televízió kolozsvári magyar nyelvű stúdiója és a Duna Televízió riportfilmet készített Reinhold Alfrédról.

## Magyar nyelvű verskötete
- Reinhold Alfréd Első és utolsó lírai kötete; Névtelen Jegyző kiadása, Budapest, 1932 [halott link]

## Angol nyelvű művei
- Alfred Reynolds, The Hidden Years. Introduction by Colin Wilson. Cambridge International Publishers, London, 1981
- Alfred Reynolds, Pilate's Question. Twenty years of articles, essays and sketches (1950–1970). Cambridge International Publishers, London, 1982
- Alfred Reynolds, Jesus Versus Christianity. Open Gate Press, 393 p., 1988, 1993